# Semigyalecta paradoxa
Semigyalecta paradoxa — вид грибів, що належить до монотипового роду Semigyalecta.